# Quartiere ebraico (diaspora)

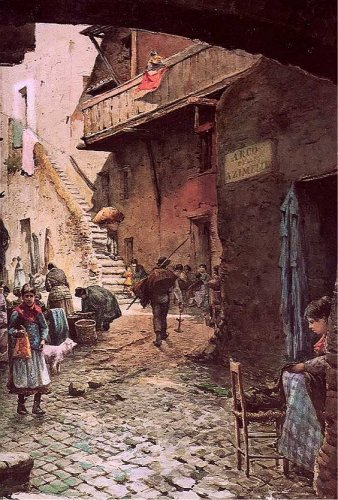
Un acquerello del 1880 del ghetto romano di Ettore Roesler Franz.

Nella diaspora ebraica un quartiere ebraico (conosciuto anche come juiverie, Judengasse, Jewynstreet o proto-ghetto) è l'area di una città abitata tradizionalmente dagli ebrei. I quartieri ebraici, come i ghetti ebraici in Europa, furono spesso il proliferare di ghetti segregati istituiti dalle autorità cristiane circostanti. Un termine yiddish per un quartiere o un quartiere ebraico è "Di yiddishe gas" (in yiddish די ייִדדישע גאַס‎? ), o "quartiere ebraico". Mentre in ladino, sono conosciuti come maalé yahudí, se significa sempre "quartiere ebraico". Molte città europee e mediorientali avevano un tempo un quartiere storico ebraico e alcuni ancora lo hanno.
I quartieri ebraici in Europa esistevano per una serie di ragioni. In alcuni casi le autorità cristiane hanno voluto separare gli ebrei dalla popolazione cristiana, affinché i cristiani non fossero "contaminati" da loro o per creare pressione psicologica sugli ebrei affinché si convertissero al cristianesimo. Dal punto di vista ebraico, la concentrazione degli ebrei in un'area limitata offriva un livello di protezione da influenze esterne o dalla violenza di massa. In molti casi i residenti avevano un proprio sistema di giustizia. Quando le autorità politiche designarono un'area in cui gli ebrei erano costretti per legge a vivere, tali zone erano comunemente chiamate ghetti e erano di solito vincolare a rigide norme di circolazione. Le aree scelte di solito consistevano nelle aree più disagiate di una città. Nel XIX secolo, i ghetti ebraici furono progressivamente aboliti e le loro mura scomparvero, anche se alcune aree di concentrazione ebraica continuavano e continuano ad esistere. In alcune città, i quartieri ebraici si riferiscono a aree che storicamente avevano concentrazioni di ebrei. Ad esempio, molte mappe delle città spagnole segnano un "quartiere ebraico", anche se la Spagna non ha avuto una popolazione ebraica significativa da oltre 500 anni.
Tuttavia, nel corso della seconda guerra mondiale, la Germania nazista ha ristabilito ghetti ebraici nell'Europa (che chiamavano quartieri ebraici) per scopi di segregazione, persecuzione, terrore e sfruttamento, soprattutto nell'Europa orientale. Secondo gli archivi dell'USHMM, "I tedeschi hanno stabilito almeno 1.000 ghetti nelle località da loro occupate e annesse in Polonia e nell'Unione Sovietica."

## Europa
Austria
- Vienna - Leopoldstadt

Bielorussia
- Minsk - Ghetto di Minsk

Belgio

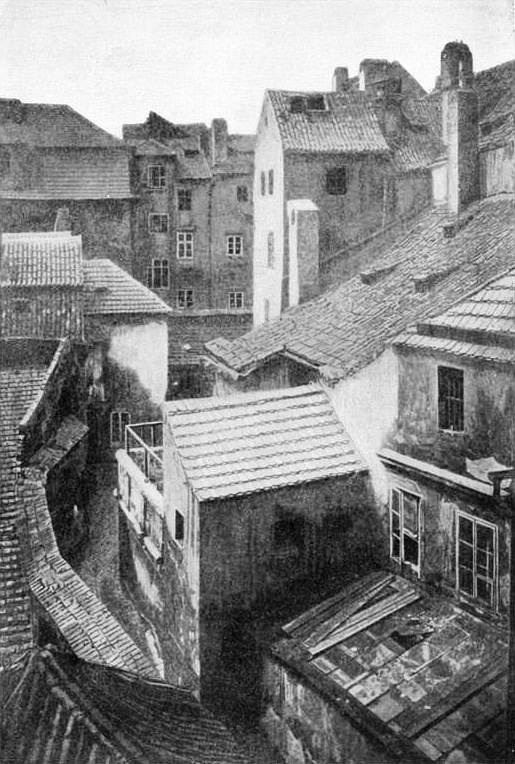
Il Josefov di Praga, demolito tra il 1893 e il 1913.

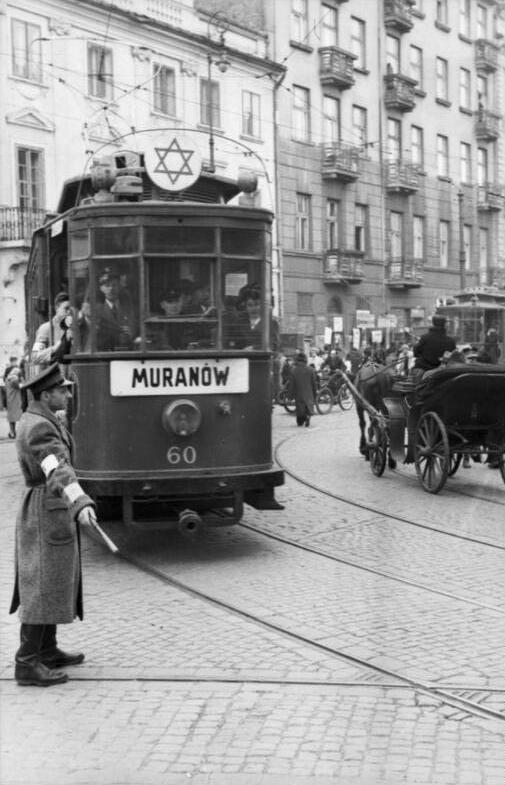
Il ghetto di Varsavia nel maggio 1941.

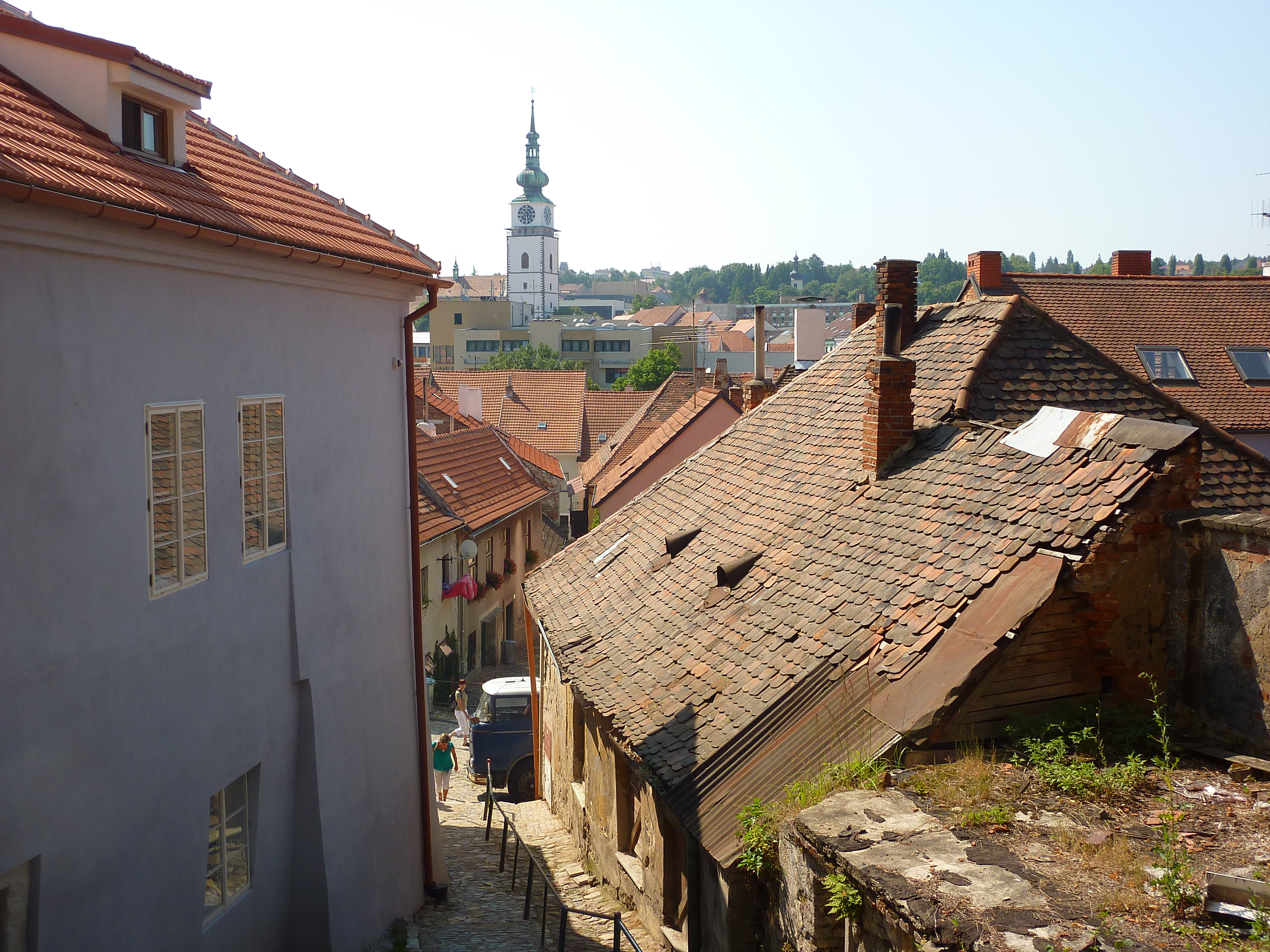
Quartiere ebraico di Třebíč, Repubblica Ceca.

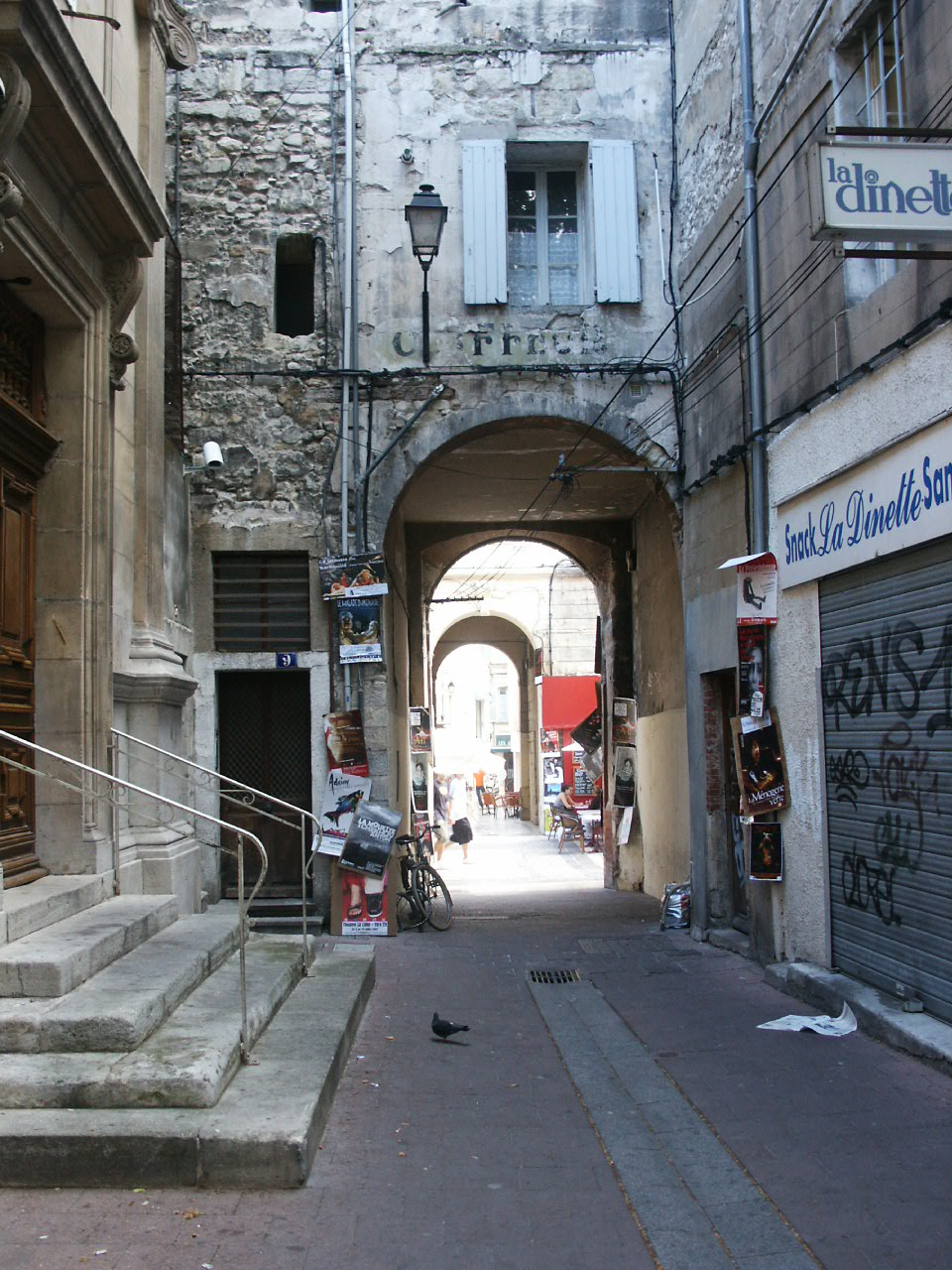
Ingresso, chiamato "Port de la Calandre", nel quartiere ebraico di Avignone, Francia.

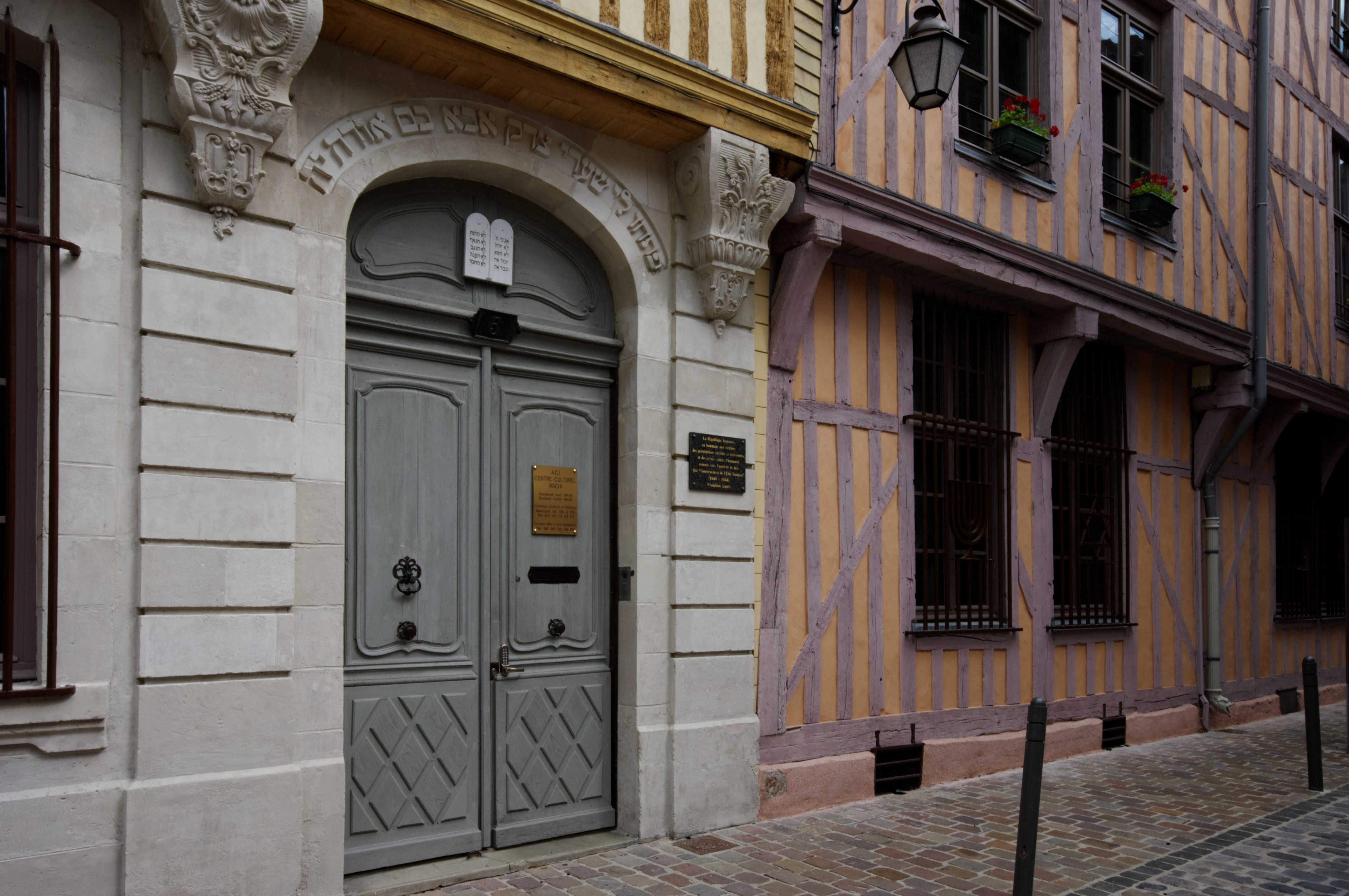
Sinagoga del quartiere ebraico di Troyes, Francia.

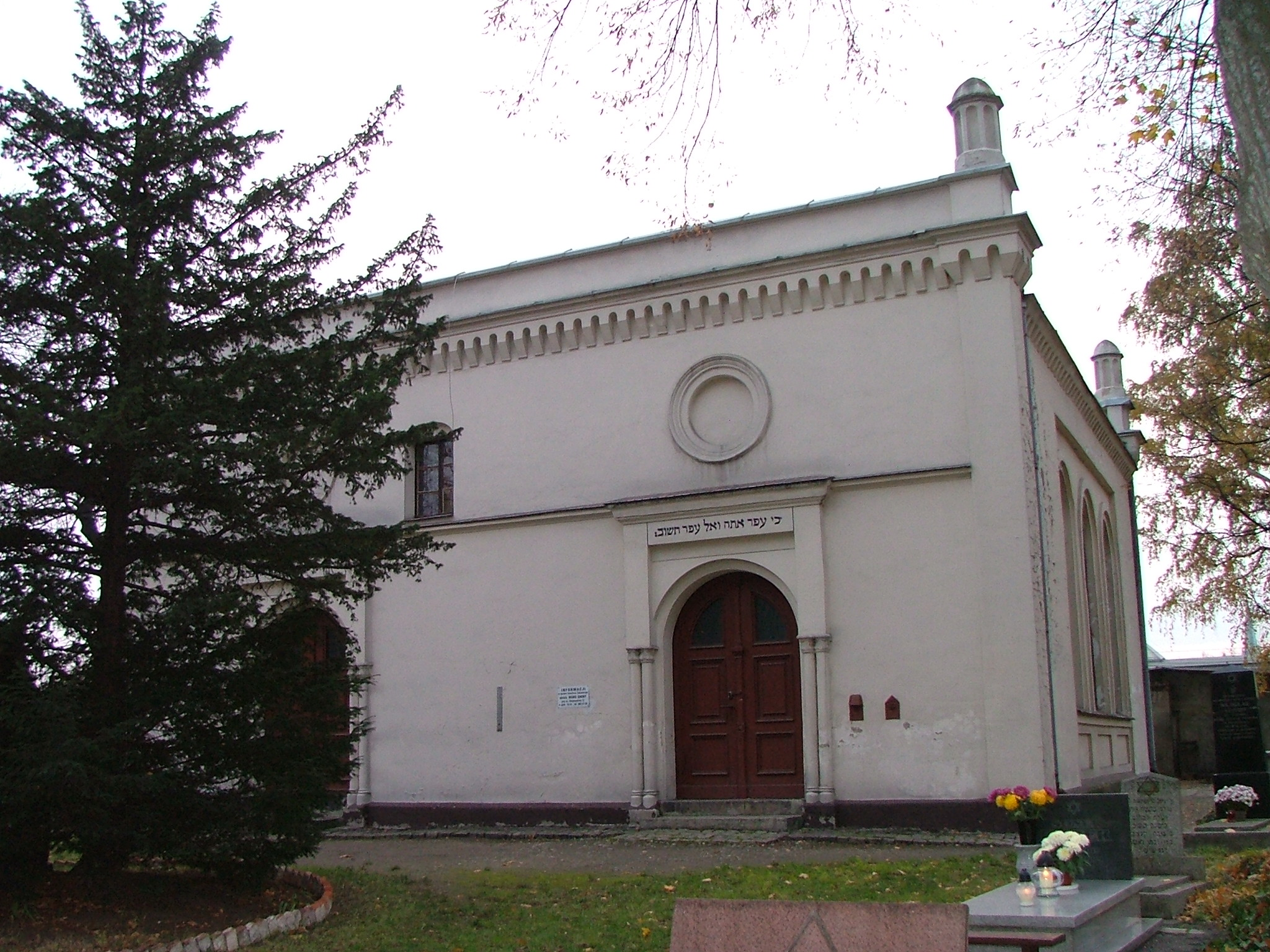
Cimitero ebraico a Legnica, Polonia.

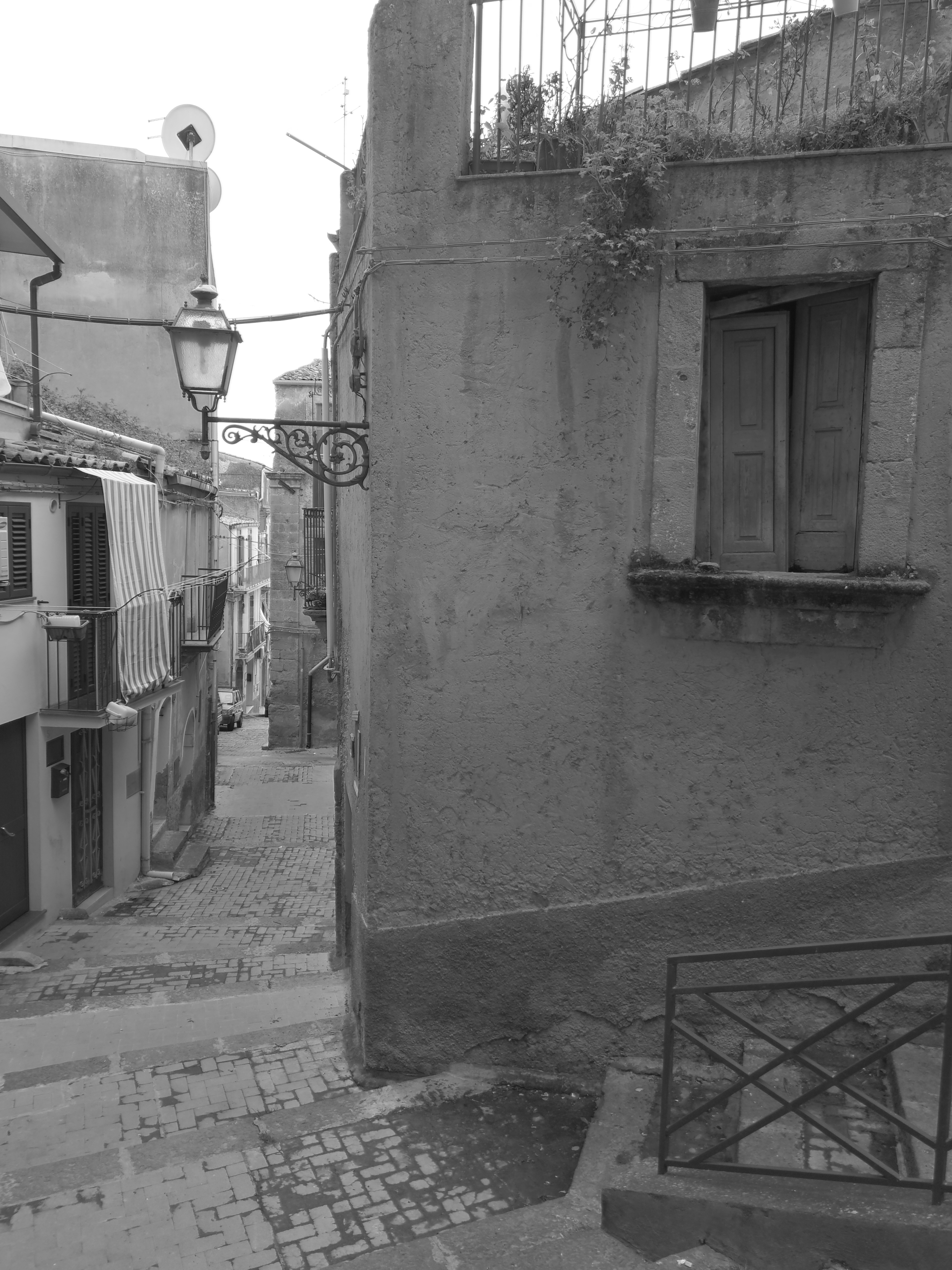
Ingresso della Giudecca di Caltagirone.

- Anversa - Joods Antwerpen (35.000 ebrei prima del 1940, 15.000 dopo)

Repubblica Ceca
- Praga - Josefov

Francia
- Bordeaux - Saint-Seurin
- Lione - La Juiverie de Fourvière e La Guillotière
- Marsiglia - La Carrière-des-Juifs e Mont-Juif
- Parigi - Il Pletzl nel distretto de Le Marais

Germania
- Berlino - Schöneberg
- Francoforte - Judengasse
- Amburgo - Eimsbüttel
- Lipsia - Brühl

Grecia
- Rodi - La Djuderia

Ungheria
- Budapest - Erzsébetváros

Italia
- Caltagirone - Iudeca.
- Catania - Giudecca
- Crotone - Giudecca
- Enna - Iudeca
- Messina - Tirone e Paraporto
- Napoli - Giudecca
- Padova - Ghetto di Padova
- Palermo - Meschita e Guzzetta
- Reggio Calabria - Giudecca
- Roma - Ghetto di Roma
- Venezia - Ghetto di Venezia

Paesi Bassi
- Amsterdam - Jodenbuurt e Jodenbreestraat (fino alla Seconda guerra mondiale), Buitenveldert (attuale)

Polonia
- Cracovia - Kazimierz
- Varsavia - Ghetto di Varsavia

Portogallo
- Lisbona - Alfama e Judiaria
- Oporto - Judiaria e Bairro de Monchique

Romania
- Bucarest — Văcăreşti/Dudeşti

Spagna
- Avila - Judería
- Barcellona - Call[4]
- Cordova - Judería
- Girona - Call Jueu de Girona
- Palma di Maiorca - Call
- Siviglia - Judería

Turchia
- Istanbul - Balat

Regno Unito
- Città di Londra - Old Jewry

## Africa
Egitto

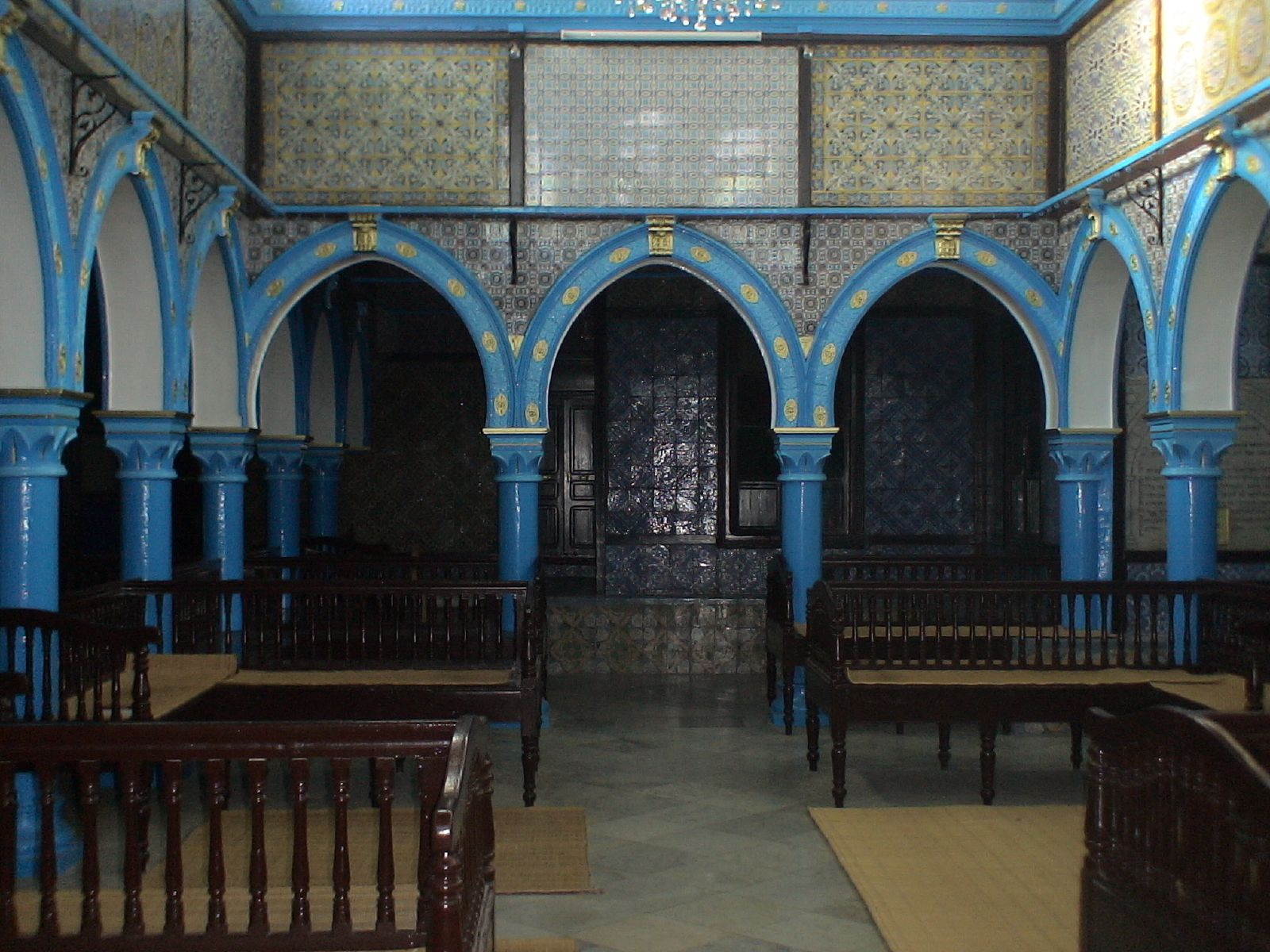
Sinagoga El Ghriba, Isola di Gerba, Tunisia.

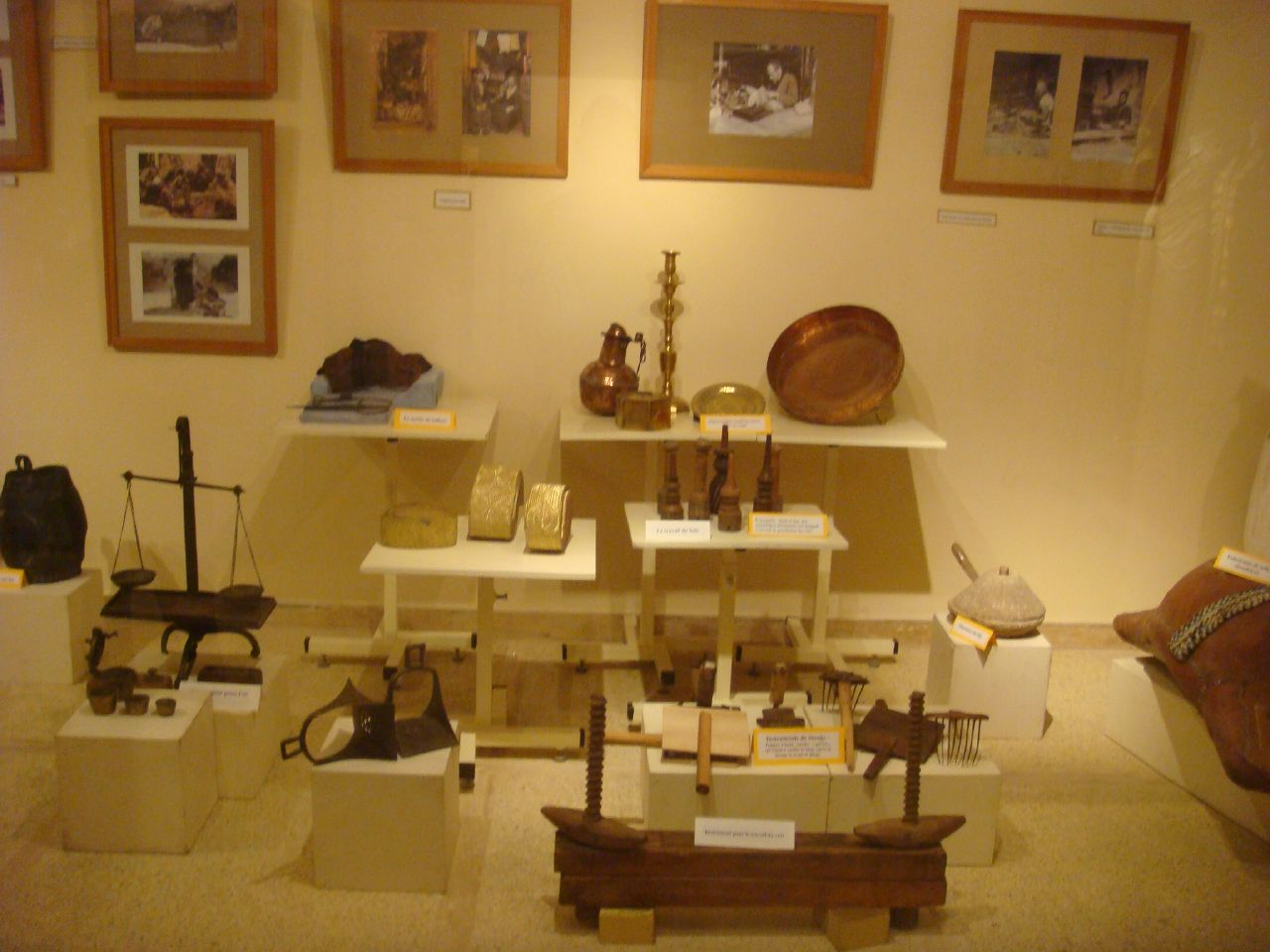
Oggetti dal quartiere ebraico, Casablanca, Marocco.

- Cairo - Harat Al-Yahud Al-Qara’In e Harat Al-Yahud

Marocco
- Casablanca
- Tangeri

Tunisia
- Gerba - El Ghriba
- Tunisi

## Asia
Cina
- Shanghai - Ghetto di Shanghai

India
- Kochi - Cochin

Libano
- Beirut - Wadi Abu Jamil

Turchia
- Istanbul - Kuzguncuk
- Smirne - Karatas

Iraq
- Sulaymaniyya - Jewlakan[5]

Siria
- Damasco - Harat Al Yehud[6] Una destinazione turistica recentemente restaurata popolare tra gli europei prima dello scoppio della Guerra civile siriana dove i vacanzieri potevano soggiornare nel quartiere e abbellirono ex case della comunità ebraica completamente scomparsa.[7]

Uzbekistan
- Bukhara
- Samarcanda

## Americhe
Argentina
- Buenos Aires - Balvanera

Brasile
- São Paulo - Bom Retiro, Higienópolis

Venezuela
- Caracas - San Bernardino, Los Chorros, Altamira, Los Caobos e Sebucán

Messico
- Polanco

Stati Uniti d'America
- New York - Williamsburg e Crown Heights a Brooklyn, (storicamente) nel Lower East Side e parti del Bronx

Canada
- Montréal - Mile-End/Outremont e Côte-des-Neiges/Hampstead/Snowdon, Côte-Saint-Luc, Saint-Laurent Boulevard
- Toronto - Il quartiere era il distretto ebraico originale del XIX secolo seguito dal mercato di Kensington nei primi mesi della metà del XX secolo.

## Altre regioni
Nelle Americhe, Australia, Nuova Zelanda e Sudafrica ci sono un certo numero di quartieri o piccole città, generalmente nelle grandi città o nelle comunità esterne che hanno sede a grandi concentrazioni di residenti ebrei, molto nella maniera del vecchio mondo ebraico, Quartieri o altre enclave etniche, anche se senza esclusiva popolazione ebraica.